# Der Schlesier
Der Schlesier war eine deutsche Wochenzeitung mit geschichtsrevisionistischer Ausrichtung.

## Geschichte
Seit ihrer Gründung im Jahr 1948 erschien die Wochenzeitung in einem kleinen Privatverlag in Nordrhein-Westfalen. Die Selbstbezeichnung lautete "unabhängige, gesamtdeutsche" Wochenzeitung "Der Schlesier – Breslauer Nachrichten". Die Zeitung war viele Jahre Zentralorgan der Landsmannschaft Schlesien und erhielt dafür bis 1984 Fördermittel des Bundes. 1985 stellte der Bund die Bezuschussung aufgrund revisionistischer Äußerungen ein. 1988 trennte sich die Landsmannschaft Schlesien daraufhin von ihrem einstigen Zentralorgan und distanzierte sich.
Nach dem Tod des letzten Verlegers Hans Joachim Ilgner im Jahr 2010 wurde die Wochenzeitung von dem Kieler Verleger Dietmar Munier übernommen und erschien seit März 2011 in neuem Layout auch an Kiosken. Außerdem gibt es einen Facebook-Auftritt. Zusätzlich werden Schlesier-Archivbestände über Muniers Lesen und Schenken-Verlag zum Verkauf angeboten. Munier ist ebenfalls Herausgeber der Magazine Zuerst! und der Deutschen Militärzeitschrift sowie Eigentümer diverser Buchverlage, welche er über die Verlagsgruppe Lesen und Schenken leitet. Die Höhe der Auflage betrug nach Angaben des Verlages 12.000 Exemplare. Die Bundesregierung nannte eine Zahl von 7500 bis 10.000 Exemplaren. Im ersten Halbjahr 2015 wurde das Blatt, das schon vorher nur alle zwei Wochen erschien, als eigenständiges Organ eingestellt.

## Ausrichtung
Der Schlesier richtete sich an nach dem Zweiten Weltkrieg vertriebene Deutsche aus Schlesien, die den Großteil der Leserschaft ausmachen, ebenso wie an jüngere Nachgeborene, deren Interesse für Schlesien geweckt werden soll. Das Blatt fungierte als Sprachrohr des Zentralrats der vertriebenen Deutschen e.V., einer Splittergruppe des rechtsextremistischen Spektrums.
Die hauptsächlichen Themenfelder des Schlesiers waren der klassische Geschichts- und Gebietsrevisionismus, zu dessen Aspekten die Leugnung der Schuld des nationalsozialistischen Regimes am Ausbruch des Zweiten Weltkrieges und eine Relativierung der Verbrechen im Dritten Reich gehören. Das Blatt stellte die Abtretungen der ehemaligen deutschen Ostgebiete in Frage und forderte eine Rückgabe der Gebiete östlich der Oder-Neiße-Linie an Deutschland. Daneben fanden sich Artikel mit deutlich fremdenfeindlichen und auch antisemitischen Inhalten. Seit 1996 wurde die Zeitung vom Verfassungsschutz überwacht und regelmäßig ausgewertet.